# 阿尔滕多夫 (施万多夫县)
阿尔滕多夫（德語：Altendorf，發音：[ˈaltn̩ˌdɔʁf]）是德国巴伐利亚州上普法尔茨行政区施万多夫县的市镇，面积23.17平方千米，2023年12月31日人口为889人。